# Aleksey Hansky
 (mars 2017).
Si vous disposez d'ouvrages ou d'articles de référence ou si vous connaissez des sites web de qualité traitant du thème abordé ici, merci de compléter l'article en donnant les références utiles à sa vérifiabilité et en les liant à la section « Notes et références ».
 (mars 2017).
Le contenu est difficilement compréhensible vu les erreurs de traduction, qui sont peut-être dues à l'utilisation d'un logiciel de traduction automatique.
Aleksey Pavlovitch Hansky, né le 8 ou le 20 juillet 1870 à Nikolaevka, dans la région d'Odessa, en Ukraine et mort le 29 juillet (ou le 11 août) 1908 à Simeїz, en Russie, est un astronome russe, géodésiste et géophysicien.

## Biographie
Aleksey Hansky est né dans le village de Nikolaevka, dans l'ouïezd d’Ananiv le 8 ou le 20 juillet 1870. Il provient de la famille noble russe de Ganskiy.
Il a étudié au collège d’Ananiv entre 1883 et 1886, puis au Lycée Richelieu d'Odessa entre 1886 et 1890. En 1890, il devient étudiant au département des sciences mathématiques à l’Université impériale de Nouvelle Russie et termine ses études en 1894. 
À partir de 1894, il est étudiant à la Sorbonne (département de l'astronomie, des mathématiques et de la physique). Il a travaillé à l'Observatoire de Meudon, près de Paris.
Depuis 1905, il travaille à l'Observatoire de Poulkovo, dont il a créé, en 1908, une antenne à Simeїz.
Aleksey Hansky meurt d'une crise cardiaque à Simeїz[réf. nécessaire].

## Activité scientifique
Les recherches de Hansky sont liées à la physique du Soleil. Il a participé à des expéditions vers la Nouvelle Terre, en Espagne et en Asie centrale pour observer les éclipses totales solaires. 
Dans les années 1897 – 1905, il fait neuf ascensions au Mont-Blanc, ayant pour objectif la détermination de la valeur de la constante solaire et les observations de la couronne solaire.
En 1899 et 1901, il participe aux expéditions russes vers le Svalbard. Il fait des photos d’une qualité exceptionnelle des taches solaires, découvre la dépendance de la forme de la couronne solaire du nombre de taches. En 1905, il constate que la durée moyenne de vie de certains granules photosphériques est de 2 – 5 minutes, puis ils se cassent et sont remplacés par de nouveaux.
A. Hansky a été élu Vice-président de la Société astronomique de la Russie, et secrétaire du Bureau russe de la Commission internationale solaire. 

## Distinctions
- Médaille Janssen de l'Académie des sciences de Paris (1904)
- Ordre de la Légion d'honneur de France.

## Mémoire
- Son nom est porté par les rues à Siméїz et à Yalta[2].
- Son nom est attribué à l'astéroïde (1118) Hanskya.